# Claas
A Claas egy 1913-ban alapított német mezőgazdasági gépgyártó cég, székhelye Harsewinkelben található. A Claas termékpalettája kombájnokat, bálázókat, kaszálógépeket, tárcsákat, traktorokat, rendsodrókat és egyéb mezőgazdasági gépeket tartalmaz. A Claas 2013-ban gyártotta le a 450.000. gépét. Magyarországon 2000. novembere óta kizárólagos hazai forgalmazója és importőre az Axiál Kft.

## Története
August Claas 1913-ban hozta létre a céget a németországi Clarholzban. 1919-ben a vállalkozást átrakták a németországi Harsewinkelbe, ahol a vállalat az aratógépek gyártására összpontosított. 1973-ban a Claas bemutatta az első önjáró szecskázóját, a JAGUAR-t. 1995-ben a Claas és a Caterpillar közös fejlesztésének eredményeként létrehozták a LEXION kombájnt. Nem sokkal ezután a Caterpillar eladta az 50%-os részesedését a Claasnak, de az észak-amerikai LEXION kombájnokat továbbra is a Caterpillar kereskedők forgalmazzák. A Claas 2003-ban megkezdte a Renault Agriculture felvásárlását, valamint a termékválaszték bővítését traktorokkal. A későbbiekben Claas új gyárat nyitott 2005-ben Krasznodarban, Oroszországban, amelyet az AXION traktor (2006) és a TUCANO kombájn (2007) elindítása követett. A Claas megszerezte a Renault Agriculture fennmaradó részesedését, így teljes egészében a Claas tulajdonában áll. 2011-ben a "LEXION 770" kombájn Guinness világrekordot állított fel, 675,84 tonna gabona betakarításával, nyolc órán belül. Két évvel később, 2013 végén a "Claas AXION 850" nyerte meg a 2014-es Év traktora díjat, a németországi Agritechnica kiállításon.

## Termékek
- Mezőgazdasági gépek
- Mezőgazdasági földmunka eszközök
- Munkagépek

Claas gépek
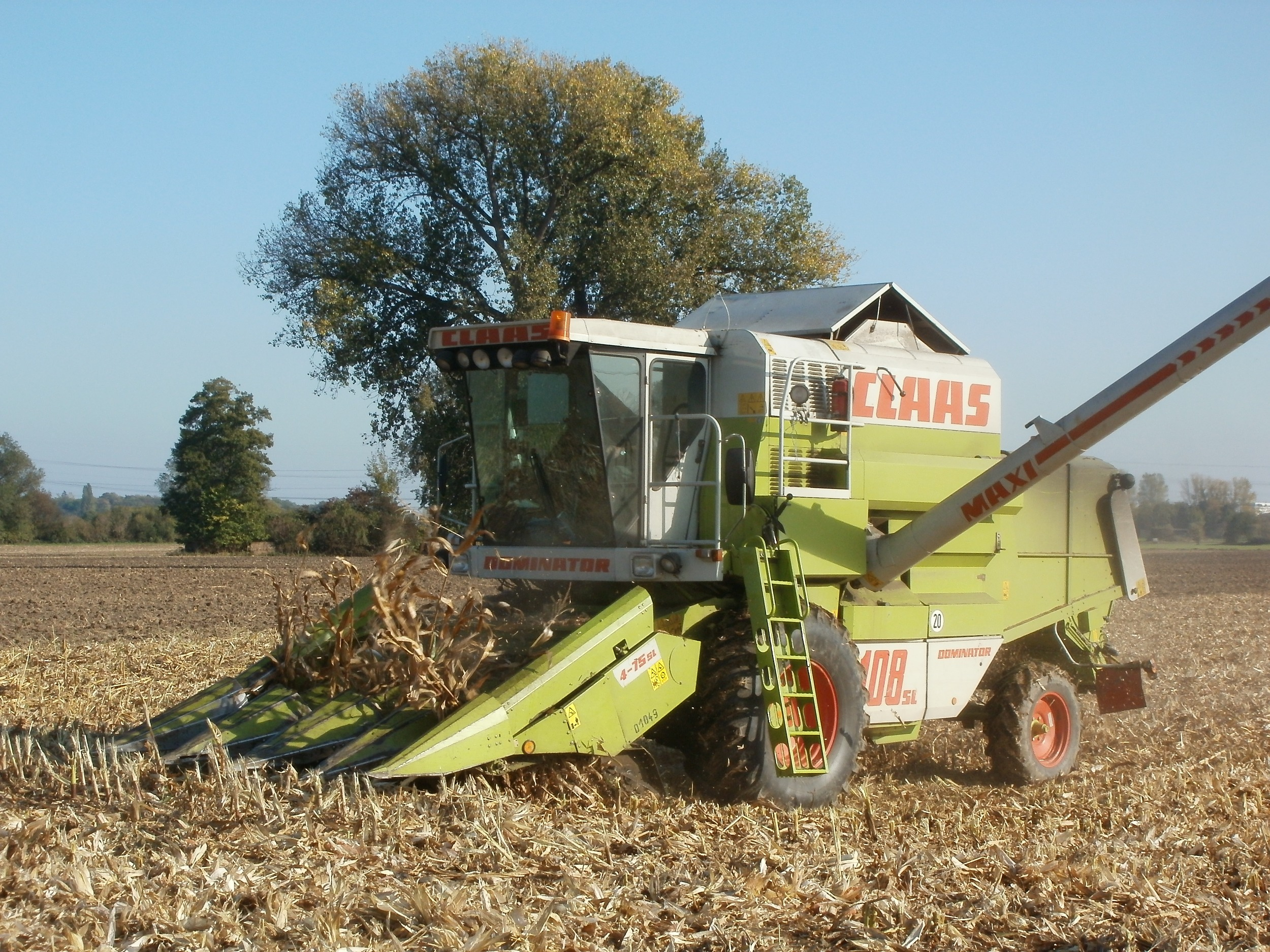
Kombájn1
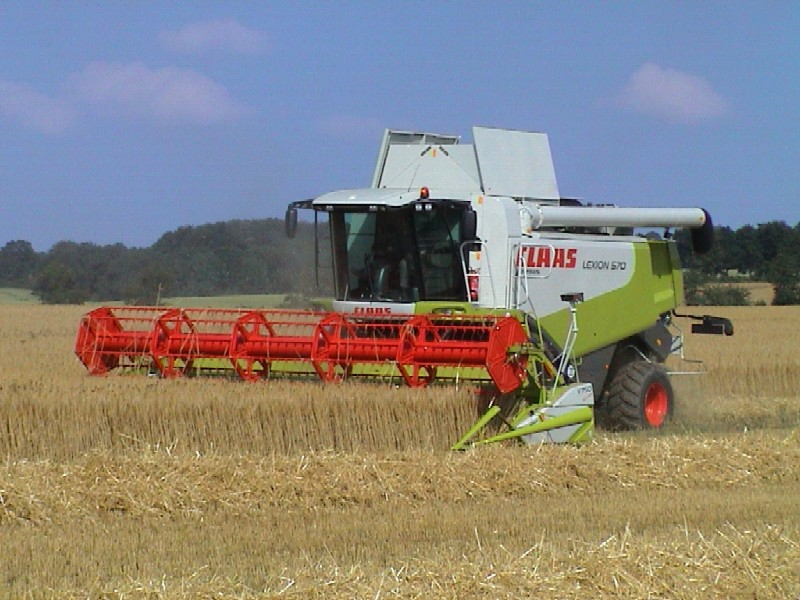
Kombájn2
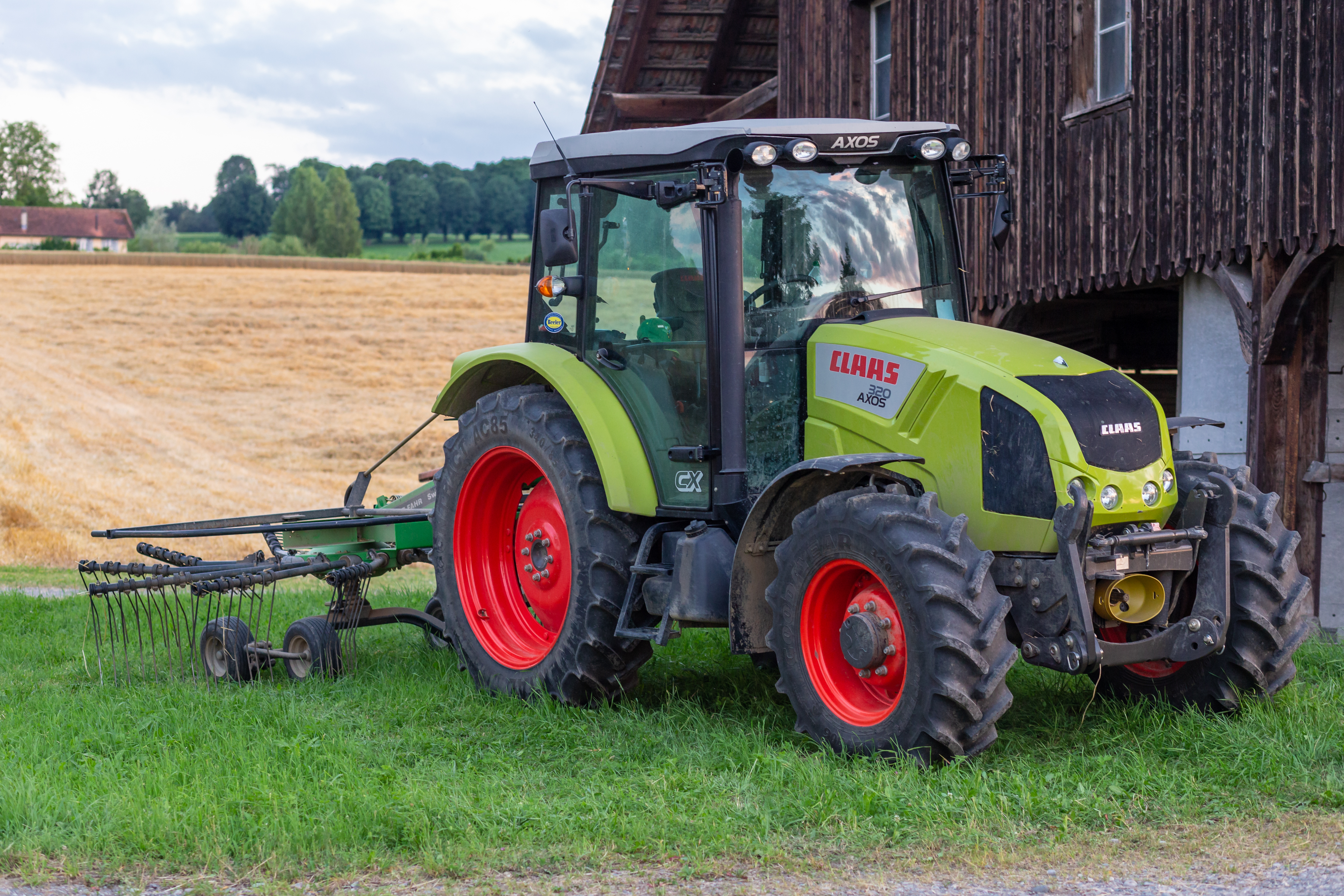
Traktor1
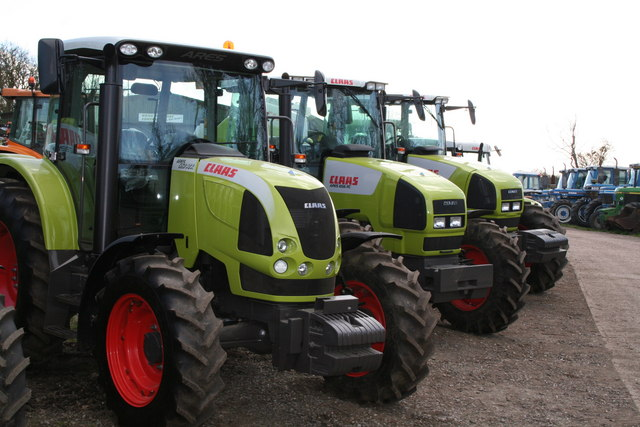
Traktor2
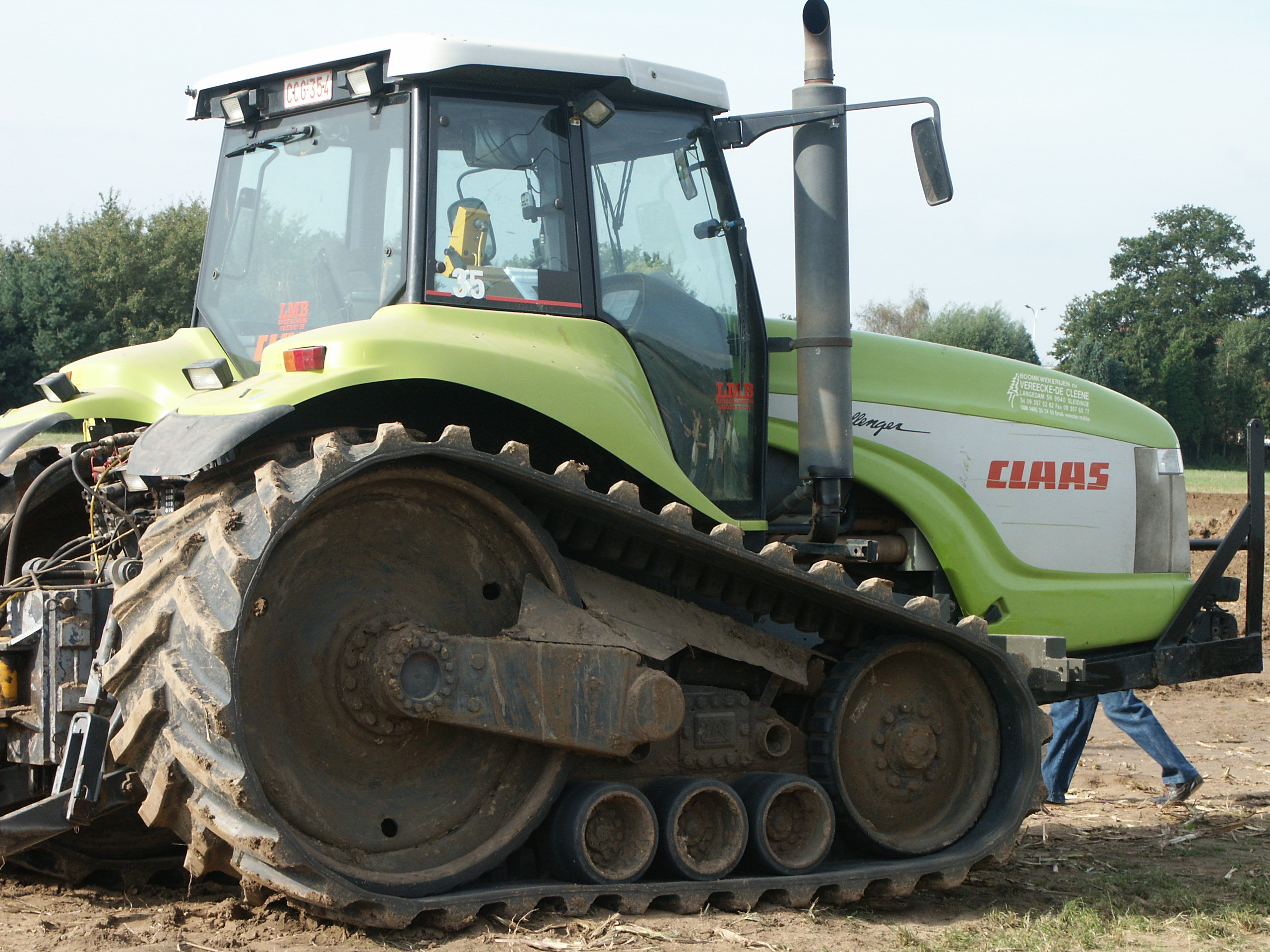
Traktor3
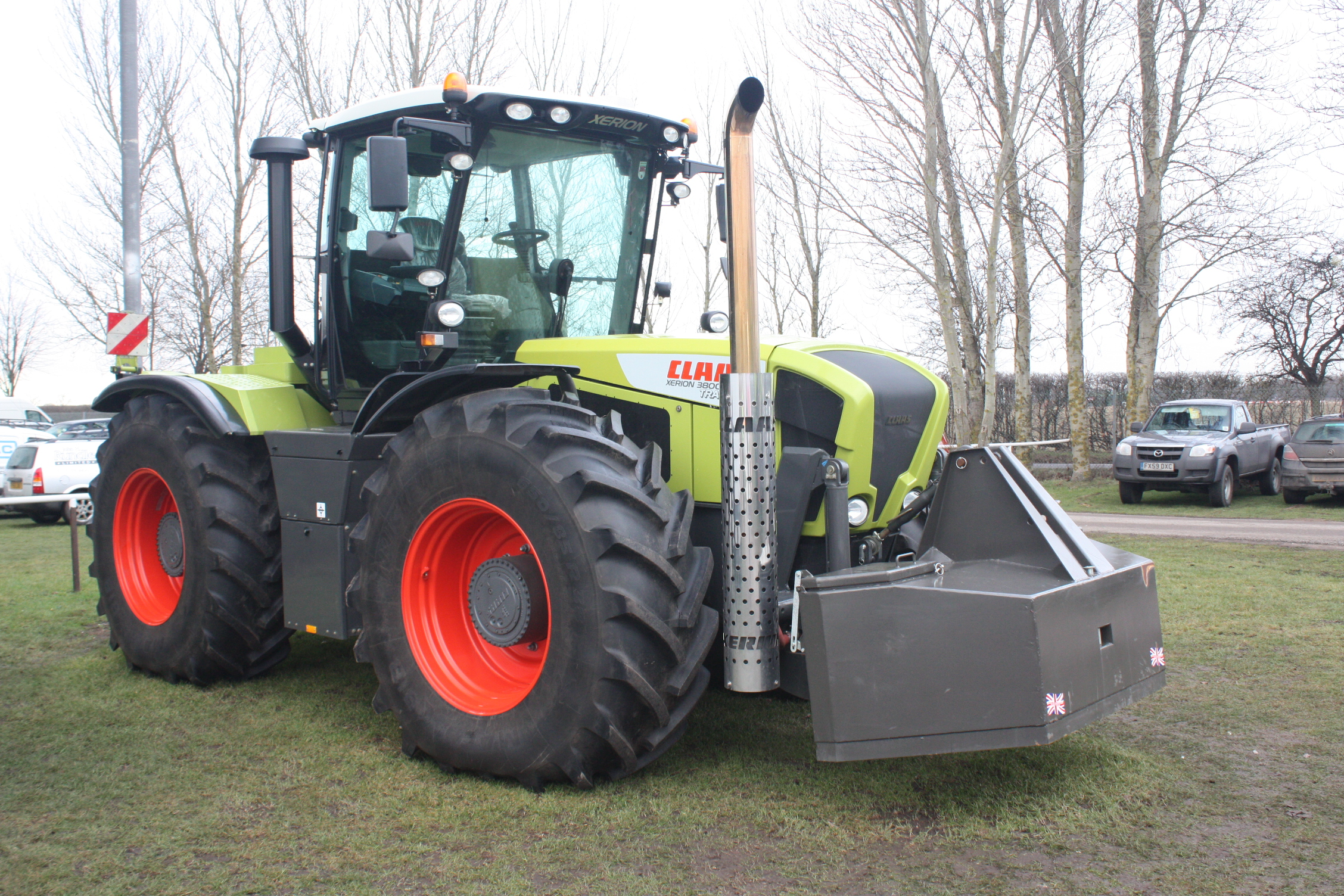
Traktor4
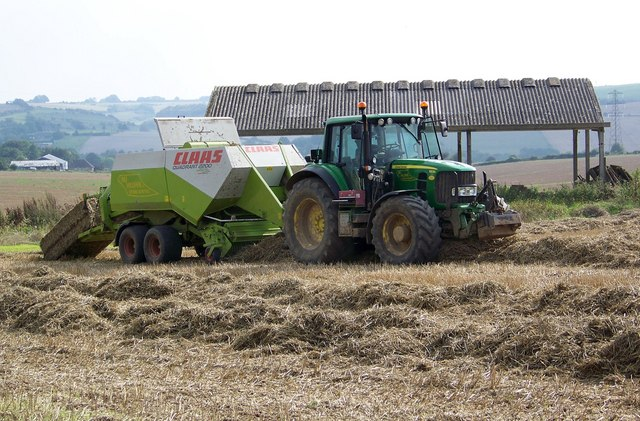
Bálázó
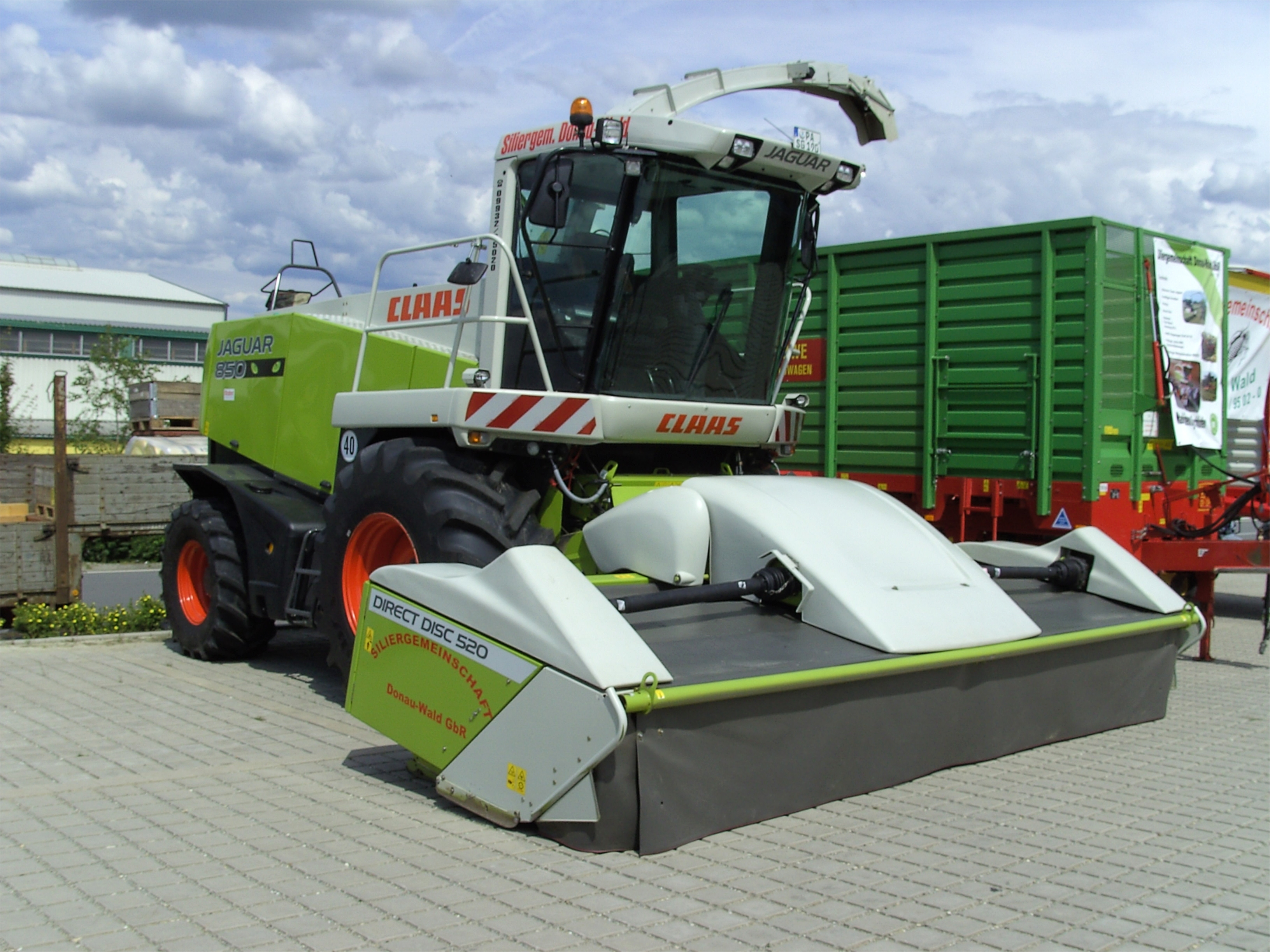
Szecskázó
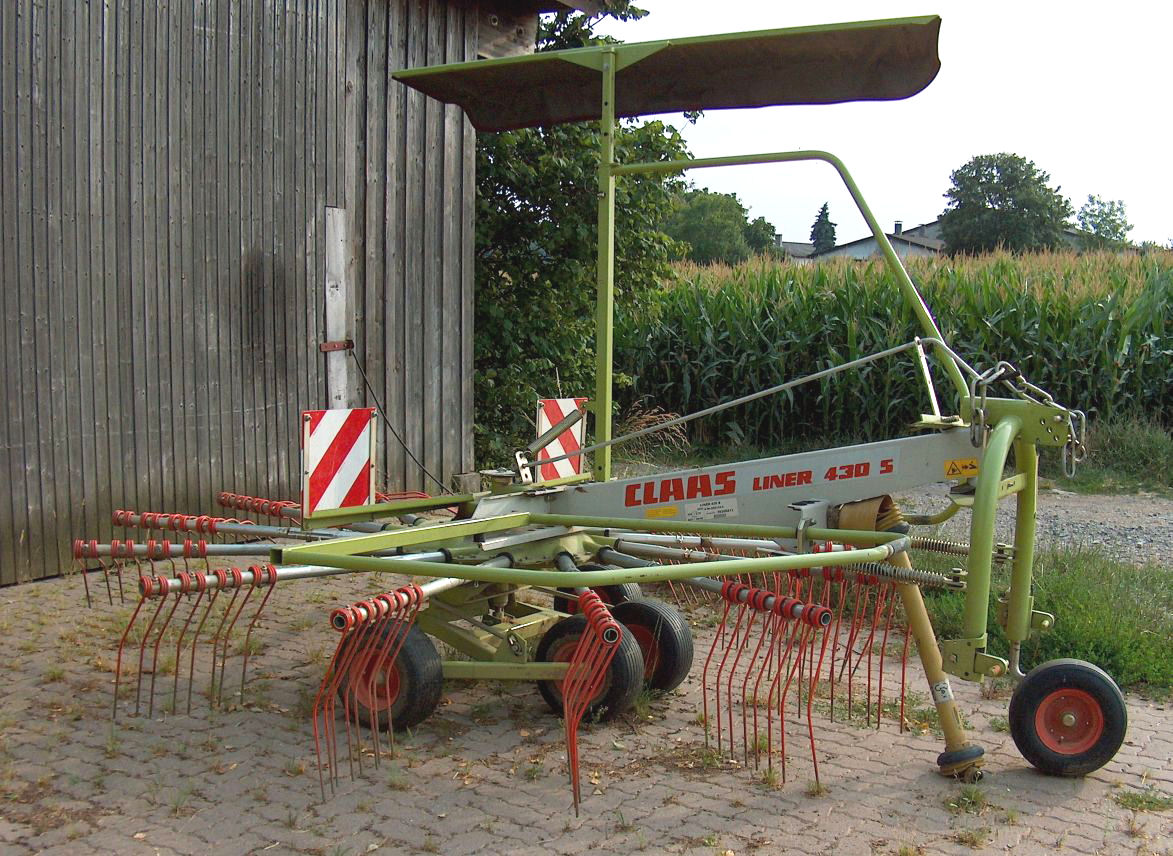
Rendsodró
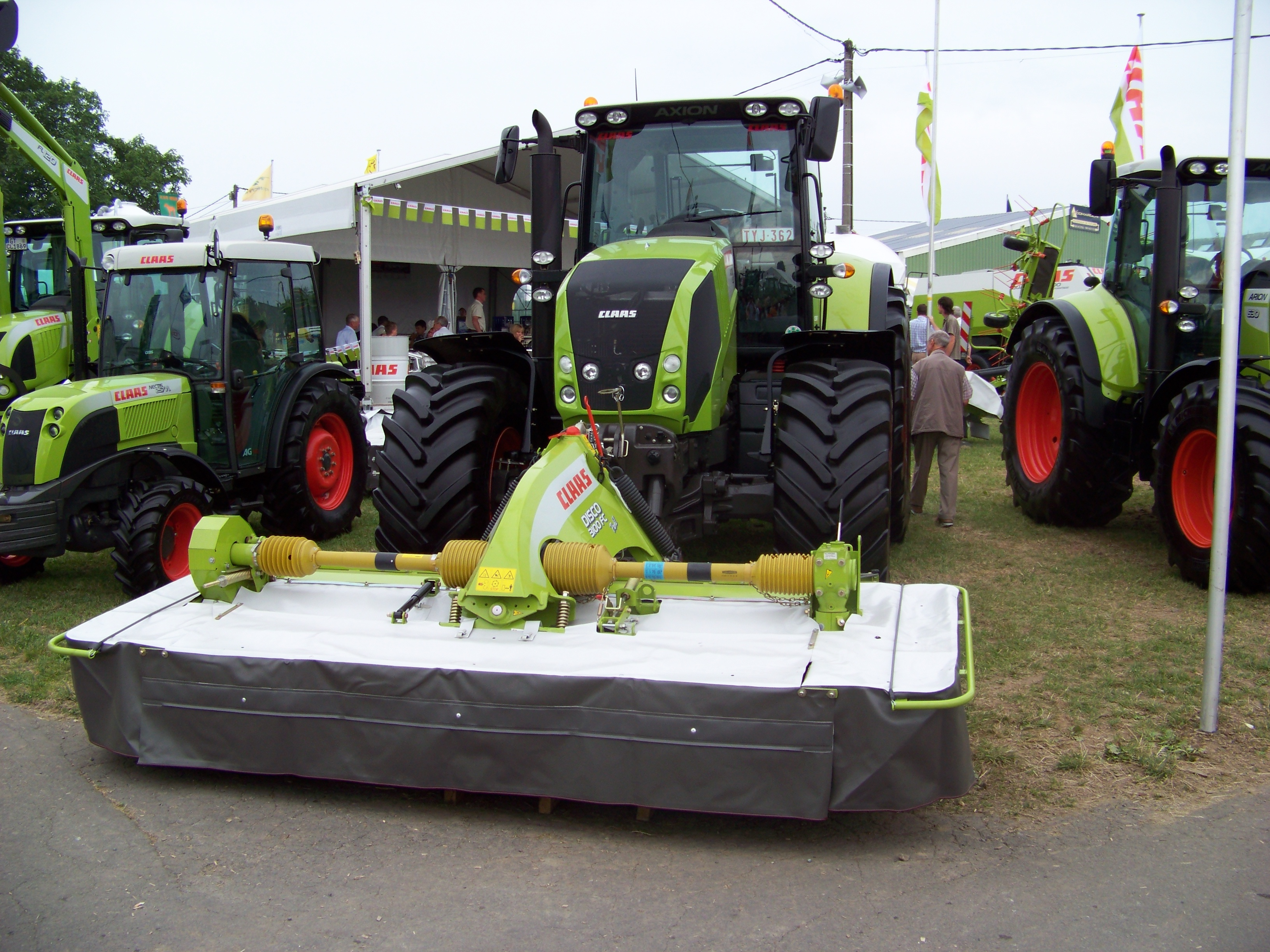
Kaszáló-adapter
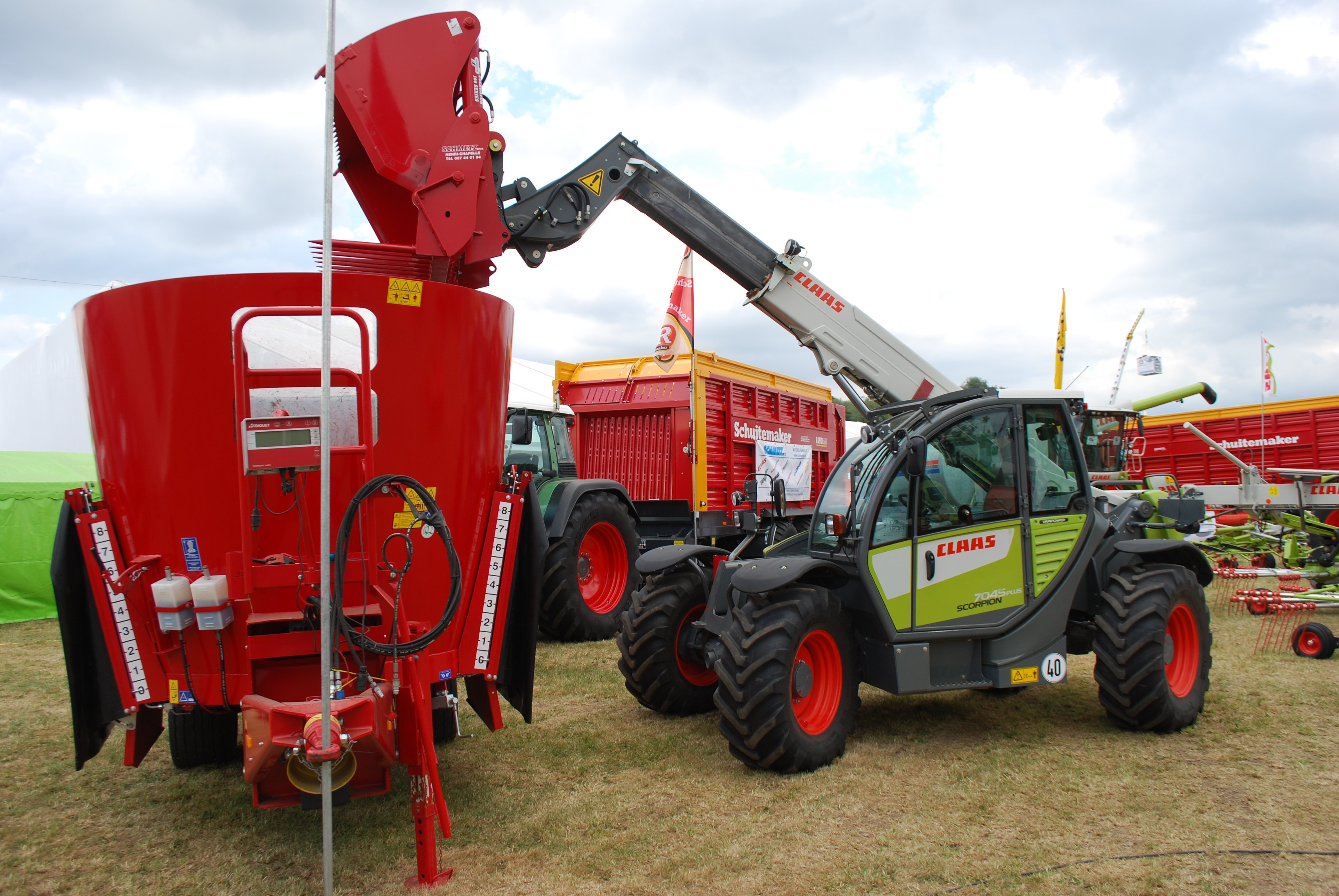
Teleszkópos rakodógép

## Fordítás
Ez a szócikk részben vagy egészben  a   Claas című angol Wikipédia-szócikk fordításán alapul.  Az eredeti cikk szerkesztőit annak laptörténete sorolja fel. Ez a jelzés csupán a megfogalmazás eredetét és a szerzői jogokat jelzi, nem szolgál a cikkben szereplő információk forrásmegjelöléseként.